# 小蓋爾察鄉
47°56′N 23°14′E / 47.933°N 23.233°E
小蓋爾察鄉（羅馬尼亞語：Comuna Gherța Mică, Satu Mare），是羅馬尼亞的鄉份，位於該國西北部，由薩圖馬雷縣負責管轄，面積39平方公里，海拔高度160米，2007年人口3,412，人口密度每平方公里88人。